# Batthyány Gusztáv

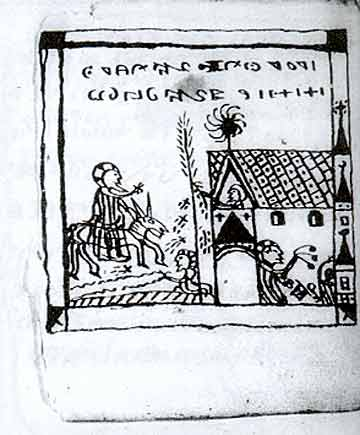
A Rohonci kódex egy lapja

Herceg németújvári Batthyány-Strattmann Gusztáv Tódor Antal (Pozsony, 1803. december 8. – Bécs, 1883. április 25.) Güssig örökös ura, Vas vármegye örökös főispánja, az 5. Batthyány-Strattmann herceg, a Szemere-kormány külügyminiszterének Batthyány Kázmérnak a bátyja, és az első felelős magyar kormány vezetőjének, Batthyány Lajosnak igen távoli unokatestvére volt.

## Életpályája
Az ősrégi gróf németújvári Batthyány család sarja. Apja, gróf németújvári Batthyány Antal József (1762–1828), anyja, gróf Cecilie Rogendorf (1775–1814) volt. Az apai nagyszülei gróf németújvári Batthyány Tódor (1729–1812) tanácsos és gróf galántai Esterházy Philippine (1734–1811) voltak. Az apai nagyapjának gróf Batthyány Tódornak a bátyja herceg Batthyány-Strattmann Ádám (1722–1787), a 2. Batthyány-Strattmann herceg.
Fiatalkorában az osztrák hadseregben szolgált. 1838-ban a megörökölt rohonci 30 000 kötetes könyvtárat – benne a Rohonci kódexszel – Kázmér öccsével együtt a Magyar Tudományos Akadémiának ajándékozta, magyarországi birtokainak a kezelését pedig Kázmérra bízta. Ő maga Angliába költözött, ahol főúri (ekkor még grófi) címét az angol parlament még ugyanebben az évben honosította.
1840-ben Batthyány Kázmér a bátyja, Gusztáv birtokain, az ő beleegyezésével kötötte meg az első önkéntes örökváltság-szerződéseket (a jobbágy földesúri szolgáltatásainak örökváltsága, továbbá a jobbágyok öröklési joga), elsőként a borostyánkői uradalomhoz tartozó Felsőlövő (Oberschützen) község lakóival 1840. december 12-én. Az 1848-49-es szabadságharc idején azonban visszatért Magyarországra, és honvédtisztként harcolt. Fogságba esett és büntetésként közlegénynek besorozták a császári hadseregbe. Befolyásos ismerősei révén azonban hamarosan sikerült Angliába távoznia, ahol a továbbiakban telivérek tenyésztésével foglalkozott. Tagja lett az epsomi Derbyt irányító Jockey Klubnak. 1870-ben örökölte a hercegi címet és a Strattmann nevet, mivel apjának, gróf Batthyány Antal Józsefnek az elsőfokú unokatestvére, herceg németújvári Batthyány-Strattmann Fülöp (1781–1870), Vas vármegye örökös és valóságos főispánja, császári-királyi kamarás, valóságos titkos tanácsos, a 4. Batthyány-Strattmann herceg fiúgyermekek nélkül hunyt el.
1875-ben a herceg Galopin nevű lova nyerte a Derbyt.

## Házasság és leszármazottjai
1828. december 14-én feleségül vette báró Wilhelmine von Ahrenfeldet (1791-1840), aki két fiúgyermekkel ajándékozta meg őt:
- herceg Batthyány Ödön (Milánó, 1827. november 21. – Körmend, 1914. október 29.), a 6. Batthyány-Strattmann herceg, vitorlásbajnok, valódi belső titkos tanácsos, császári és királyi kamarás. Első felesége: Henrietta Gumpel (1818–1892);[3] második neje: Amalie Holzmann (1875–1956)
- gróf Batthyány Gusztáv (1828. szeptember 8.–Bécs, 1906. augusztus 27.), Németújvár örökös ura, stájerországi és karintiai úr.[4]

Mivel se Ödönnek, se Gusztávnak nem született gyermeke, a Batthyány-Strattmann hercegi cím, Ödön halála után távoli rokonukra, gróf Batthyány Lászlóra, a „szegények orvosá”-ra szállt át.

## Fordítás
Ez a szócikk részben vagy egészben  a   Gusztáv Batthyány című angol Wikipédia-szócikk fordításán alapul.  Az eredeti cikk szerkesztőit annak laptörténete sorolja fel. Ez a jelzés csupán a megfogalmazás eredetét és a szerzői jogokat jelzi, nem szolgál a cikkben szereplő információk forrásmegjelöléseként.